# Gura Văii (Bákó megye)
Gura Văii település és községközpont Romániában, Moldvában, Bákó megyében.

## Fekvése
Ónfalvától kissé északkeletre, Ónfalva, Slobozia, Temelia és Zsevrén (Viișoara) között fekvő település.